# Dívida do consumidor
Em economia, a dívida do consumidor é o montante devido pelos consumidores (em oposição aos valores devidos por empresas ou governos). Inclui dívidas contraídas na compra de bens que são consumíveis e/ou não apreciam. Em termos macroeconômicos, é a dívida que é usada para financiar o consumo e não o investimento.
As formas mais comuns de endividamento do consumidor são a dívida de cartão de crédito, os empréstimos do dia de pagamento e outros financiamentos ao consumidor, que geralmente têm taxas de juros mais altas do que os empréstimos garantidos de longo prazo, como hipotecas. 
A dívida do consumidor de longo prazo é muitas vezes considerada fiscalmente sub-ótima. Enquanto alguns itens de consumo, como os automóveis, podem ser comercializados como tendo altos níveis de utilidade que justificam incorrer em dívidas de curto prazo, a maioria dos bens de consumo não é. Por exemplo, incorrer em dívidas de consumidores com juros altos através da compra de uma televisão de tela grande "agora", em vez de economizar, não pode ser justificada financeiramente pelos benefícios subjetivos de ter a televisão no início. Por outro lado, consultores de finanças pessoais, como Robert Kiyosaki, encorajam uma atitude mais liberal no sentido de assumir dívidas, se puderem ser alavancadas para uma pequena empresa ou um imóvel. 
Em muitos países, a facilidade com que os indivíduos podem acumular dívidas do consumidor além de suas possibilidades de pagamento precipitou uma indústria em crescimento na consolidação da dívida e no aconselhamento de crédito. 
O montante da dívida em dívida versus o rendimento disponível do consumidor é expresso pelo nível de alavancagem do consumidor. Numa base mensal, este nível de endividamento é aconselhado a não ser mais do que 20 por cento do salário líquido de um indivíduo. A taxa de juros cobrada depende de uma série de fatores, incluindo o clima econômico, a capacidade percebida do cliente de pagar, as pressões competitivas de outros credores e a estrutura inerente e a segurança do produto de crédito. As taxas geralmente variam de 0,25 por cento acima da taxa básica, para bem em dois dígitos. A dívida do consumidor também está associada a empréstimos predatórios, embora haja muito debate sobre o que exatamente constitui o empréstimo predatório. 
A dívida pessoal está aumentando, particularmente nos Estados Unidos e no Reino Unido. No entanto, de acordo com o Federal Reserve dos EUA, o nível de endividamento das famílias dos EUA está no nível mais baixo desde o seu pico no Outono de 2007.
A dívida privada de um país pode ser medida como uma relação entre " nível de endividamento / PIB ", que é o total da dívida privada pendente dos seus residentes dividida pelo PIB anual desse país. Uma variante é o índice de alavancagem do consumidor, que é a razão entre a dívida e a renda pessoal. 

## Motivos
Existem várias visões sobre as razões da dívida do consumidor. Conforme aponta a pesquisadora Maria Paula Bertran, o endividamento do consumidor é, geralmente, associado a fatores morais, como a futilidade, o excesso de luxos e o desejo de consumir. Sendo os indivíduos os únicos responsáveis pelas suas dívidas, o caminho para reduzir a dívida do consumidor seria o autocontrole, tendo em mente a baixa participação das instituições financeiras em relação àqueles a quem empresta:
Dados coletados entre superendividados indicam: menos de 40% dos pedidos de contratos são precedidos de solicitação de comprovação de renda; em menos de 15% dos casos as instituições concessoras de crédito calculam o montante total de endividamento do pleiteante; a falta de exigência de garantias existe em quase 90% dos contratos.
Contudo, nos últimos anos, uma análise alternativa pode ver a dívida do consumidor como uma forma de aumentar a produção doméstica, com o argumento de que, se o crédito estiver facilmente disponível, o aumento da demanda por bens de consumo deve provocar um aumento da produção doméstica total. A hipótese do rendimento permanente sugere que os consumidores endividam-se para suavizar o consumo ao longo das suas vidas, contraindo empréstimos para financiar despesas (particularmente habitação e escolaridade) mais cedo nas suas vidas e pagando dívidas durante períodos de maior rendimento.
No Brasil, a concessão de créditos pessoais como estratégia econômica pode ser verificada a partir da fundação da Caixa Econômica Federal. Ela, criada em 1861 originalmente como instituto voltado a guardar o patrimônio das pessoas desfavorecidas, sempre operou com o penhor em troca de empréstimos pessoais.
No decorrer do século XX, foram criados novos instrumentos legais para a emissão de crédito, como os cheques e os cartões de crédito, bem como mecanismos que suportem a concessão de empréstimos em largo volume, como a criação da SERASA e a terceirização dos processos de cobrança extrajudicial de dívidas.

A existência de tais mecanismos corrobora a visão do endividamento como estratégia, seja para o desenvolvimento econômico, seja para o ganho de capital político, em detrimento da liberdade econômica do consumidor.